# Patrick Kluivert
Patrick Stephan Kluivert (n. 1 iulie 1976, Amsterdam, Țările de Jos) este un fotbalist neerlandez retras din activitate, care a jucat pe post de atacant la echipe ca Barcelona, Ajax și Newcastle. Pe plan internațional, are prezențe la națională pentru Țările de Jos, Țările de Jos U17⁠(d) și Țările de Jos U19⁠(d). După încheierea carierei, a devenit antrenor, și antrenează în prezent pe Echipa națională de fotbal a Indoneziei.

## Cariera

### Ajax
Kluivert a intrat în academia de fotbaliști tineri a Ajax-ului când a fost urmărit de antrenorii și șefii Ajax-ului când a fost văzut jucând cu Schellingwoude. Și-a făcut debutul la echipa de seniori la 21 august 1994, la vârsta de 17 ani, în meciul de Super Cupă a Olandei împotriva lui Feyenoord, unde au câștigat și unde a marcat primul gol pentru Ajax. A mers pentru a se remarca în Europa, prin a marca un gol în al 83-lea minut, ce a făcut să câștige finala Ligii Campionilor din 1994/1995 împotriva lui AC Milan la Viena.
S-a făcut remarcat la Campionatul European din 2000 când a marcat 3 goluri împotriva naționalei Iugoslaviei (acum Serbia și Muntenegru) într-un meci contând pentru sferturile de finală ale competiției, dând un neverosimil 6-1. După meci a declarat că un presupus al 4-lea gol al său nu a existat, fiind de fapt un autogol.

## Viața personală
Pe 24 septembrie 2007, cea de-a doua soție a lui Kluivert, Rossana Lima a dat naștere unui băiat, pe care l-au numit Shane Patrick. Patrick Kluivert mai are trei fii, Quincy, Justin și Ruben din primul său mariaj.

## Statistici

### Club
(Sursa)
| Club             | Sezon     | Campionat | Campionat | Cupă    | Cupă   | Europa  | Europa | Total   | Total  |
| Club             | Sezon     | Meciuri   | Goluri    | Meciuri | Goluri | Meciuri | Goluri | Meciuri | Goluri |
| ---------------- | --------- | --------- | --------- | ------- | ------ | ------- | ------ | ------- | ------ |
| Ajax             | 1994–95   | 25        | 18        | 2       | 1      | 10      | 2      | 37      | 21     |
| Ajax             | 1995–96   | 28        | 15        | 2       | 1      | 8       | 5      | 38      | 21     |
| Ajax             | 1996–97   | 17        | 6         | 1       | 0      | 4       | 2      | 22      | 8      |
| Ajax             | Total     | 70        | 39        | 5       | 2      | 22      | 9      | 97      | 50     |
| Milan            | 1997–98   | 27        | 6         | 6       | 3      | –       | –      | 33      | 9      |
| Milan            | Total     | 27        | 6         | 6       | 3      | –       | –      | 33      | 9      |
| Barcelona        | 1998–99   | 35        | 15        | 3       | 1      | –       | –      | 38      | 16     |
| Barcelona        | 1999–2000 | 26        | 15        | 2       | 1      | 14      | 7      | 42      | 23     |
| Barcelona        | 2000–01   | 31        | 18        | 5       | 2      | 12      | 5      | 48      | 25     |
| Barcelona        | 2001–02   | 33        | 18        | 0       | 0      | 17      | 7      | 50      | 25     |
| Barcelona        | 2002–03   | 36        | 16        | 0       | 0      | 15      | 5      | 51      | 21     |
| Barcelona        | 2003–04   | 21        | 8         | 2       | 0      | 3       | 2      | 26      | 10     |
| Barcelona        | Total     | 182       | 90        | 12      | 4      | 61      | 26     | 255     | 120    |
| Newcastle United | 2004–05   | 25        | 6         | 6       | 2      | 6       | 5      | 37      | 13     |
| Newcastle United | Total     | 25        | 6         | 6       | 2      | 6       | 5      | 37      | 13     |
| Valencia         | 2005–06   | 10        | 1         | 1       | 0      | –       | –      | 11      | 1      |
| Valencia         | Total     | 10        | 1         | 1       | 0      | –       | –      | 11      | 1      |
| PSV              | 2006–07   | 16        | 3         | 2       | 0      | 3       | 0      | 21      | 3      |
| PSV              | Total     | 16        | 3         | 2       | 0      | 3       | 0      | 21      | 3      |
| Lille            | 2007–08   | 13        | 4         | 1       | 0      | –       | –      | 14      | 4      |
| Lille            | Total     | 13        | 4         | 1       | 0      | –       | –      | 14      | 4      |
| Total            | Total     | 343       | 149       | 33      | 11     | 92      | 40     | 468     | 200    |

### Internațional
(Sursa)
| Țările de Jos | Țările de Jos | Țările de Jos |
| An            | Meciuri       | Goluri        |
| ------------- | ------------- | ------------- |
| 1994          | 1             | 0             |
| 1995          | 5             | 3             |
| 1996          | 5             | 1             |
| 1997          | 5             | 2             |
| 1998          | 11            | 7             |
| 1999          | 8             | 4             |
| 2000          | 14            | 12            |
| 2001          | 9             | 4             |
| 2002          | 6             | 3             |
| 2003          | 11            | 4             |
| 2004          | 4             | 0             |
| Total         | 79            | 40            |

#### Goluri internaționale
(Sursa)
| #   | Data              | Stadion                                           | Adversar          | Scor | Rezultat | Competiția                                             |
| --- | ----------------- | ------------------------------------------------- | ----------------- | ---- | -------- | ------------------------------------------------------ |
| 1.  | 29 martie 1995    | De Kuip, Rotterdam, Olanda                        | Malta             | 4–0  | 4–0      | Preliminariile Campionatului European de Fotbal 1996   |
| 2.  | 13 decembrie 1995 | Anfield, Liverpool, Anglia                        | Republica Irlanda | 1–0  | 2–0      | Preliminariile Campionatului European de Fotbal 1996   |
| 3.  | 13 decembrie 1995 | Anfield, Liverpool, Anglia                        | Republica Irlanda | 2–0  | 2–0      | Preliminariile Campionatului European de Fotbal 1996   |
| 4.  | 18 iunie 1996     | Wembley Stadium, Londra, Anglia                   | Anglia            | 1–4  | 1–4      | UEFA Euro 1996                                         |
| 5.  | 29 martie 1997    | Amsterdam Arena, Amsterdam, Olanda                | San Marino        | 1–0  | 4–0      | Calificările pentru Campionatul Mondial de Fotbal 1998 |
| 6.  | 6 septembrie 1997 | De Kuip, Rotterdam, Olanda                        | Belgia            | 2–0  | 3–1      | Calificările pentru Campionatul Mondial de Fotbal 1998 |
| 7.  | 24 februarie 1998 | Pro Player Stadium, Miami Gardens, Statele unite  | Mexic             | 1–0  | 3–2      | Meci amical                                            |
| 8.  | 24 februarie 1998 | Pro Player Stadium, Miami Gardens, Statele unite  | Mexic             | 2–0  | 3–2      | Meci amical                                            |
| 9.  | 1 iunie 1998      | Philips Stadion, Eindhoven, Olanda                | Paraguay          | 3–1  | 5–1      | Meci amical                                            |
| 10. | 5 iunie 1998      | Amsterdam Arena, Amsterdam, Olanda                | Nigeria           | 3–0  | 5–1      | Meci amical                                            |
| 11. | 5 iunie 1998      | Amsterdam Arena, Amsterdam, Olanda                | Nigeria           | 4–1  | 5–1      | Meci amical                                            |
| 12. | 4 iulie 1998      | Stade Vélodrome, Marseille, Franța                | Argentina         | 1–0  | 2–1      | Campionatul Mondial de Fotbal 1998                     |
| 13. | 7 iulie 1998      | Stade Vélodrome, Marseille, Franța                | Brazilia          | 1–1  | 1–1      | Campionatul Mondial de Fotbal 1998                     |
| 14. | 5 iunie 1999      | Estádio Octávio Mangabeira, Nazaré, Brazilia      | Brazilia          | 1–2  | 2–2      | Meci amical                                            |
| 15. | 4 septembrie 1999 | De Kuip, Rotterdam, Olanda                        | Belgia            | 3–2  | 5–5      | Meci amical                                            |
| 16. | 4 septembrie 1999 | De Kuip, Rotterdam, Olanda                        | Belgia            | 4–4  | 5–5      | Meci amical                                            |
| 17. | 4 septembrie 1999 | De Kuip, Rotterdam, Olanda                        | Belgia            | 5–4  | 5–5      | Meci amical                                            |
| 18. | 23 februarie 2000 | Amsterdam Arena, Amsterdam, Olanda                | Germania          | 1–0  | 2–1      | Meci amical                                            |
| 19. | 29 martie 2000    | King Baudouin Stadium, Bruxelles, Belgia          | Belgia            | 1–2  | 2–2      | Meci amical                                            |
| 20. | 29 martie 2000    | King Baudouin Stadium, Bruxelles, Belgia          | Belgia            | 2–2  | 2–2      | Meci amical                                            |
| 21. | 27 mai 2000       | Amsterdam Arena, Amsterdam, Olanda                | România           | 2–0  | 2–1      | Meci amical                                            |
| 22. | 4 iunie 2000      | Stade Olympique de la Pontaise, Lausanne, Elveția | Polonia           | 2–1  | 3–1      | Meci amical                                            |
| 23. | 4 iunie 2000      | Stade Olympique de la Pontaise, Lausanne, Elveția | Polonia           | 3–1  | 3–1      | Meci amical                                            |
| 24. | 16 iunie 2000     | De Kuip, Rotterdam, Olanda                        | Danemarca         | 1–0  | 3–0      | UEFA Euro 2000                                         |
| 25. | 21 iunie 2000     | Amsterdam Arena, Amsterdam, Olanda                | Franța            | 1–1  | 3–2      | UEFA Euro 2000                                         |
| 26. | 25 iunie 2000     | De Kuip, Rotterdam, Olanda                        | Iugoslavia        | 1–0  | 6–1      | UEFA Euro 2000                                         |
| 27. | 25 iunie 2000     | De Kuip, Rotterdam, Olanda                        | Iugoslavia        | 2–0  | 6–1      | UEFA Euro 2000                                         |
| 28. | 25 iunie 2000     | De Kuip, Rotterdam, Olanda                        | Iugoslavia        | 4–0  | 6–1      | UEFA Euro 2000                                         |
| 29. | 7 octombrie 2000  | GSP Stadium, Nicosia, Cipru                       | Cipru             | 4–0  | 4–0      | Calificările pentru Campionatul Mondial de Fotbal 2002 |
| 30. | 24 martie 2001    | Mini Estadi, Barcelona, Spania                    | Andorra           | 1–0  | 5–0      | Calificările pentru Campionatul Mondial de Fotbal 2002 |
| 31. | 28 martie 2001    | Estádio das Antas, Porto, Portugalia              | Portugalia        | 2–0  | 2–2      | Calificările pentru Campionatul Mondial de Fotbal 2002 |
| 32. | 25 aprilie 2001   | Philips Stadion, Eindhoven, Olanda                | Cipru             | 3–0  | 4–0      | Calificările pentru Campionatul Mondial de Fotbal 2002 |
| 33. | 2 iunie 2001      | Lilleküla Stadium, Tallinn, Estonia               | Estonia           | 3–2  | 4–2      | Calificările pentru Campionatul Mondial de Fotbal 2002 |
| 34. | 13 februarie 2002 | Amsterdam Arena, Amsterdam, Olanda                | Anglia            | 1–0  | 1–1      | Meci amical                                            |
| 35. | 7 septembrie 2002 | Philips Stadion, Eindhoven, Olanda                | Belarus           | 2–0  | 3–0      | Preliminariile Campionatului European de Fotbal 2004   |
| 36. | 20 noiembrie 2002 | Arena AufSchalke, Gelsenkirchen, Germania         | Germania          | 1–0  | 3–1      | Meci amical                                            |
| 37. | 30 aprilie 2003   | Philips Stadion, Eindhoven, Olanda                | Portugalia        | 1–0  | 1–1      | Meci amical                                            |
| 38. | 7 iunie 2003      | Stadionul Dinamo, Minsk, Belarus                  | Belarus           | 2–0  | 2–0      | Preliminariile Campionatului European de Fotbal 2004   |
| 39. | 6 septembrie 2003 | De Kuip, Rotterdam, Olanda                        | Austria           | 2–1  | 3–1      | Preliminariile Campionatului European de Fotbal 2004   |
| 40. | 11 octombrie 2003 | Philips Stadion, Eindhoven, Olanda                | Republica Moldova | 1–0  | 5–0      | Preliminariile Campionatului European de Fotbal 2004   |

## Palmares

### Jucător
Ajax
- Eredivisie (2): 1994–95, 1995–96
- Johan Cruijff Schaal (2): 1994, 1995
- UEFA Champions League (1): 1994–95
- Supercupa Europei (1): 1995
- Cupa Intercontinentală (1): 1995

Barcelona
- La Liga (1): 1998–99

PSV
- Eredivisie (1): 2006–07

 Țările de Jos
- Campionatul Mondial de Fotbal

Locul 4: 1998

### Antrenor
Jong FC Twente
- Beloften Eredivisie (1): 2011–12

### Antrenor secund
Țările de Jos
- Campionatul Mondial de Fotbal

Locul 3: 2014

### Individual
- Golgheter All-Time al naționalei Olandei: 2003–2013[8]
- Talentul anului în fotbalul olandez: 1995
- Premiul Bravo: 1995
- Gheata de Aur la Euro 2000 (5 goluri)[9]
- Euro 2000 – Echipa turneului[10]
- Inclus în lista FIFA 100